# Podílové těleso
Podílové těleso oboru integrity je v algebře označení pro zobecnění konceptu, kterým se z okruhu celých čísel získává těleso racionálních čísel. Jeho nejjednodušší formální definice říká, že podílové těleso oboru integrity R je nejmenší těleso, které okruh R obsahuje. Prvky podílového tělesa mají podobu a/b, kde a a b jsou prvky R a b≠0.

## Příklady
- Pro celá čísla jsou podílovým tělesem racionální čísla
- Pro okruh Gaussových celých čísel R := { a + b i | a,b ∈ Z } je podílovým tělesem {c + d i | c,d ∈ Q}.
- Pro polynomy je podílovým tělesem těleso racionálních funkcí